# 玉野市電保存会

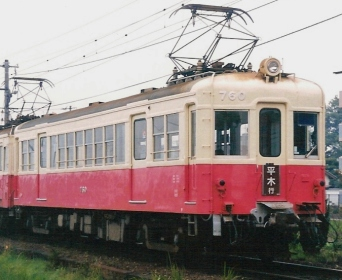
高松琴平電気鉄道760号
（元玉野市営電鉄103号）
撮影・農学部前駅付近 1999年11月

玉野市電保存会（たまのしでんほぞんかい）は、岡山県玉野市で2005年7月6日に発足した、日本の鉄道保存団体。
玉野市営電気鉄道は、かつて玉野市の宇野駅から玉遊園地前駅を結んでいた玉野市運営の鉄道路線。1953年（昭和28年）の開業時の車両であるモハ100形3両は1965年（昭和40年）に瀬戸内海の対岸にある香川県の高松琴平電気鉄道（コトデン、ことでん）に売却され750形となり、そのうち760号が2006年夏まで1両現役で運行されていた。この760号は山形県の蔵王高速電鉄が開業しないまま起業廃止になって、日立製作所に発注した5両のうち落成した3両の一つである。
760号は、ことでんの全車冷房化の流れから2006年7月に運用から撤退することが正式に決まったために、玉野市民の有志が中心となり玉野市電保存会を発足させて同車を玉野市に里帰りさせようと活動を進めた。その結果、760号は2006年夏にことでん長尾線で最後の営業運転を行った後、2006年9月23日深夜から24日にかけて、車体を大型トレーラーの荷台に積み仏生山から玉野へ輸送された。途中には瀬戸内海を渡るためにカーフェリー（四国フェリー）に乗るなどの行程を経て、40数年ぶりに玉野市へ無事に里帰りを果たし、玉野市営電鉄の終着駅であった「奥玉遊園地」駅からやや北西へ行った、玉野市奥玉1-18-5にある「玉野市総合保健福祉センター（通称・すこやかセンター）」（元奥玉小学校）の敷地内に搬入された。保存に向けた整備の後、2006年10月22日にお披露目式典をおこなった。以降は一般公開され、定期的に車内も開放されている（毎月の定期公開日や、年1回開催の「市電まつり」、その他協賛イベント時など）。また2010年には宇高航路の廃止問題でのイベントや、宇野線・宇高連絡船100周年の記念イベントなど、地元住民や団体、また鉄道友の会や他の鉄道保存団体、公共交通機関の事業者などとも協力して、この電車を中心として地元に関連したイベントや行事なども開催している。

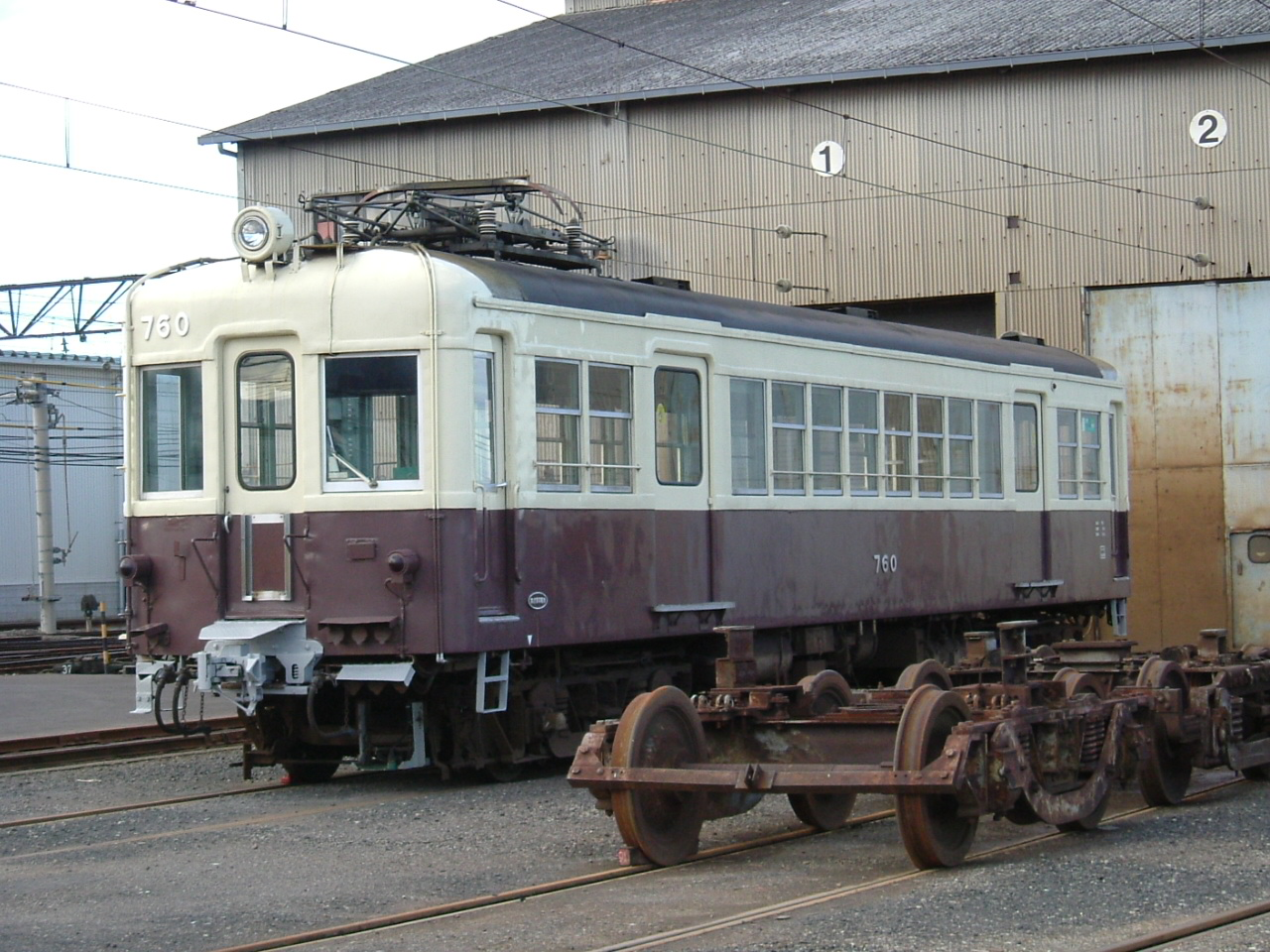
玉野市へ里帰りの為に整備される760号
撮影・仏生山工場 2006年9月18日

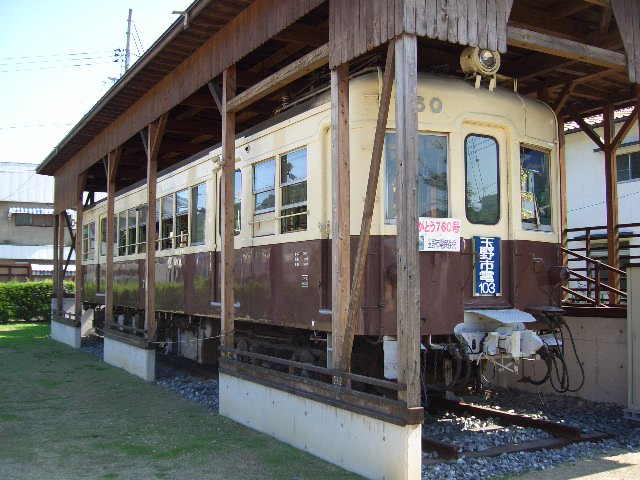
「すこやかセンター」に保存された760号
撮影・2010年10月17日

## 沿革
※車両の保存と直接関連するイベントのみを記載。これ以外も含めたイベントの詳細は外部リンクの保存会ウェブサイトを参照。
- 2005年（平成17年）

  - 7月6日 発足

- 2006年（平成18年）
  - 9月3日 760号の保存場所で起工式を実施
  - 9月24日 760号が保存場所へ到着
  - 10月22日 保存場所の玉野市すこやかセンターにて披露式典を開催

- 2007年（平成19年）
  - 5月3日 第一回・玉野市電まつりを開催
  - 6月 760号の記念誌を発刊
  - 10月28日 第二回・玉野市電まつりを開催。以後毎年秋に一度のペースで開催されている。